# Euphyia floridata
Euphyia floridata är en fjärilsart som beskrevs av Walker 1863. Euphyia floridata ingår i släktet Euphyia och familjen mätare. Inga underarter finns listade i Catalogue of Life.